# İnegöl Belediyespor ve Gençlik Kulübü 2017-2018
Questa voce raccoglie le informazioni riguardanti l'İnegöl Belediyespor ve Gençlik Kulübü nelle competizioni ufficiali della stagione 2017-2018.

## Organigramma societario
Area direttiva
- Presidente: Alinur Aktaş

Area tecnica
- Allenatore: Levent Zoroğlu
- Allenatore in seconda: Burak Yavuz
- Scoutman: Mustafa Ak

## Rosa
| N° | Nome                 | Ruolo | Data di nascita   | Nazionalità sportiva |
| -- | -------------------- | ----- | ----------------- | -------------------- |
| 1  | Berkay Bayraktar     | L     | 3 luglio 1997     | Turchia              |
| 2  | Gökhan Çatal         | P     | 14 febbraio 1990  | Turchia              |
| 4  | Sjarhej Antanovič    | S     | 21 aprile 1986    | Bielorussia          |
| 5  | İbrahim Başaran      | C     | 13 luglio 1985    | Turchia              |
| 6  | Mehmet Almaz         | C     | 1º gennaio 1984   | Turchia              |
| 7  | Cansın Hacıbekiroğlu | C     | 12 luglio 1987    | Turchia              |
| 8  | Gazmend Husaj        | S     | 23 dicembre 1987  | Albania              |
| 9  | Anıl Tokat           | S     | 29 aprile 1988    | Turchia              |
| 11 | Cansın Çınar         | C     | 13 febbraio 1990  | Turchia              |
| 12 | Tunç Ayhan           | O     | 27 ottobre 1993   | Turchia              |
| 13 | Niels Klapwijk       | O     | 19 settembre 1985 | Paesi Bassi          |
| 14 | Ceyhun Tendar        | P     | 14 aprile 1987    | Turchia              |
| 17 | Mustafa Kırıcı       | S     | 15 marzo 1982     | Turchia              |
| 19 | Caner Dengin         | L     | 15 dicembre 1987  | Turchia              |

## Statistiche

### Statistiche di squadra
| Competizione     | Punti | In casa | In casa | In casa | In trasferta | In trasferta | In trasferta | Totale | Totale | Totale |
| Competizione     | Punti | G       | V       | P       | G            | V            | P            | G      | V      | P      |
| ---------------- | ----- | ------- | ------- | ------- | ------------ | ------------ | ------------ | ------ | ------ | ------ |
| Efeler Ligi      | 25    | 11      | 5       | 6       | 11           | 3            | 8            | 28     | 14     | 14     |
| Coppa di Turchia | -     | 1       | 1       | 0       | 1            | 1            | 0            | 4      | 3      | 1      |
| Challenge Cup    | -     | 1       | 0       | 1       | 1            | 1            | 0            | 2      | 1      | 1      |
| Totale           | -     | 13      | 6       | 7       | 13           | 5            | 8            | 34     | 18     | 16     |

G = partite giocate; V = partite vinte; P = partite perse

### Statistiche dei giocatori
| Giocatore        | Efeler Ligi | Efeler Ligi | Efeler Ligi | Efeler Ligi | Efeler Ligi | Coppa di Turchia | Coppa di Turchia | Coppa di Turchia | Coppa di Turchia | Coppa di Turchia | Challenge Cup | Challenge Cup | Challenge Cup | Challenge Cup | Challenge Cup | Totale | Totale | Totale | Totale | Totale |
| Giocatore        | P           | PT          | AV          | MV          | BV          | P                | PT               | AV               | MV               | BV               | P             | PT            | AV            | MV            | BV            | P      | PT     | AV     | MV     | BV     |
| ---------------- | ----------- | ----------- | ----------- | ----------- | ----------- | ---------------- | ---------------- | ---------------- | ---------------- | ---------------- | ------------- | ------------- | ------------- | ------------- | ------------- | ------ | ------ | ------ | ------ | ------ |
| M. Almaz         | 22          | 172         | 124         | 33          | 15          | 4                | 20               | 12               | 6                | 2                | 2             | 14            | 9             | 5             | 0             | 28     | 206    | 145    | 44     | 17     |
| S. Antanovič     | 27          | 224         | 188         | 15          | 21          | 4                | 35               | 28               | 3                | 4                | 2             | 26            | 21            | 3             | 2             | 33     | 285    | 237    | 21     | 27     |
| T. Ayhan         | 13          | 17          | 15          | 2           | 0           | 3                | 0                | 0                | 0                | 0                | 2             | 0             | 0             | 0             | 0             | 18     | 17     | 15     | 2      | 0      |
| İ. Başaran       | 15          | 61          | 34          | 18          | 9           | 4                | 35               | 19               | 14               | 2                | 2             | 6             | 4             | 1             | 1             | 21     | 102    | 57     | 33     | 12     |
| B. Bayraktar     | 14          | 1           | 1           | 0           | 0           | 0                | 0                | 0                | 0                | 0                | 0             | 0             | 0             | 0             | 0             | 14     | 1      | 1      | 0      | 0      |
| G. Çatal         | 23          | 45          | 12          | 15          | 18          | 4                | 8                | 2                | 3                | 3                | 2             | 3             | 0             | 1             | 2             | 29     | 56     | 14     | 19     | 23     |
| C. Çınar         | 10          | 46          | 34          | 6           | 6           | 2                | 2                | 1                | 1                | 0                | 2             | 0             | 0             | 0             | 0             | 14     | 48     | 35     | 7      | 6      |
| C. Dengin        | 19          | 0           | 0           | 0           | 0           | 4                | 0                | 0                | 0                | 0                | 2             | 0             | 0             | 0             | 0             | 25     | 0      | 0      | 0      | 0      |
| C. Hacıbekiroğlu | 25          | 129         | 95          | 25          | 9           | 3                | 6                | 4                | 2                | 0                | 2             | 4             | 3             | 1             | 0             | 30     | 139    | 102    | 28     | 9      |
| G. Husaj         | 28          | 405         | 329         | 38          | 38          | 4                | 61               | 49               | 5                | 7                | 2             | 26            | 23            | 2             | 1             | 34     | 492    | 401    | 45     | 46     |
| M. Kırıcı        | 12          | 40          | 30          | 4           | 6           | 0                | 0                | 0                | 0                | 0                | 0             | 0             | 0             | 0             | 0             | 12     | 40     | 30     | 4      | 6      |
| N. Klapwijk      | 27          | 448         | 366         | 25          | 57          | 4                | 77               | 61               | 9                | 7                | 2             | 39            | 31            | 3             | 5             | 33     | 564    | 458    | 37     | 69     |
| C. Tendar        | 16          | 26          | 4           | 12          | 10          | 0                | 0                | 0                | 0                | 0                | 1             | 0             | 0             | 0             | 0             | 17     | 26     | 4      | 12     | 10     |
| A. Tokat         | 21          | 53          | 41          | 9           | 3           | 3                | 0                | 0                | 0                | 0                | 2             | 0             | 0             | 0             | 0             | 26     | 53     | 41     | 9      | 3      |

P = presenze; PT = punti totali; AV = attacchi vincenti; MV = muri vincenti; BV = battute vincenti